# Theo Galavan
Theodore Galavan (conocido mayormente como Theo Galavan) es un personaje de ficción de DC Cómics creado por el productor y guionista Bruno Heller para la segunda temporada de la serie de televisión Gotham. Theo Galavan es un prominente empresario descrito como el salvador que Gotham City ha estado esperando. Valiéndose de planes bien estudiados y ejecutados, hace creer a la ciudadanía en general que es un héroe, el héroe que tanto necesita la ciudad. Pero detrás de su aparente altruismo se esconde una venganza de siglos de antigüedad. Él y su hermana están destinados a llevar el caos y la violencia a un nuevo nivel para hacer sangrar a Gotham. Theo Galavan es el villano principal de la segunda temporada de Gotham y es interpretado por el actor James Frain.

## Biografía ficticia
Theo Galavan es el heredero de los Dumas, una de las antiguas familias fundadoras de Gotham que fue destruida por la ira de los Wayne. Theo creció en el seno de la Orden de San Dumas, alimentado por un rencor hacia aquellos que condenaron a los suyos al olvido. De adulto, finalmente decidido a cobrar venganza, regresó a Gotham con el apoyo de la orden para limpiar la ciudad con fuego y sangre, y destruir al heredero de los Wayne, Bruce. Galavan es un distinguido empresario, científico y filántropo que llegó a Gotham para hacerse cargo de la Cámara de Comercio de la ciudad como presidente de Desarrollo. Se lo vio por primera vez en la despedida del Comisionado Loeb alabando la magia de la ciudad y la labor de hombres como Loeb. Sin embargo secretamente él y su hermana Tabitha planearon un golpe para sacudir los cimientos de la ciudad y para eso ordenaron un asalto contra el Asilo Arkham para liberar a varios prisioneros. Al poco tiempo expuso sus intenciones ante el grupo de maleantes en los cuales vio potencias, pero al ser rechazado por Richard Sionis su decepción lo llevó a ordenarle a su hermana matar violentamente al desertor. Tras secuestrar al alcalde para generar un vacío en el poder en la ciudad, Theo instruyó al grupo de maníacos, encabezados por Jerome Valeska, para que realizaran diversos crímenes macabros con teatralidad a lo largo de la ciudad. Entretanto con la ayuda de Barbara Kean, Theo comenzó a investigar sobre la personalidad del detective Jim Gordon.
Para cumplir con su minucioso plan Theo hizo que Jerome Valeska y Barbara Kean irrumpieran en una gala de recaudación para el hospital de niños de Gotham y tomaran a todos los presenten como rehenes. De esa forma, y con las cámaras de televisión presentes, él traicionó al joven maníaco y lo mató de una apuñalada en el cuello para hacerle ver a toda la sociedad que él era el héroe que la ciudad necesitaba. Eventualmente Theo conoció a Oswald Cobblepot, al cual le compartió su idea de derribar parte del área residencial de la ciudad para construir un mega emprendimiento. Consciente de que el pueblo pedía que se postulara para alcalde, él le ordenó a Oswald Cobblepot fingir un atentado en su contra para ganar más apoyo. Sin embargo cuando el Pingüino lo rechazó, Theo le muestra en un monitor que tiene a su madre secuestrada y lo extorsiona para que le obedezca. Luego de un ataque exitoso delante de las cámaras para anunciar su candidatura, Theo se reunió a almorzar con Bruce y aprovechó para presentarle a su sobrina Silver St. Cloud con quien Bruce entabla una relación. Más adelante con la policía concentrada en la captura del Pingüino, a Theo no le quedó más que preocuparse por su campaña.
Usando al Pingüino, Galavan emprendió una serie de ataques contra edificios de la familia Wayne para recuperar un antiguo cuchillo utilizado siglos atrás para mutilar a uno de sus ancestros (quien presuntamente había abusado de una miembro de los Wayne) y condenar a toda su familia al exilio. Este ataque fue ejecutado por la joven Bridgit Pike siguiendo las órdenes expresas de Cobblepot. Al mismo tiempo, Theo Galavan también convenció a James Gordon de brindarle su apoyo en calidad de presidente del Sindicato de Policías para la campaña, a cambio de brindar más ayuda a la policía. Finalmente fue visitado por el Padre Creel, uno de los miembros de la Orden de San Dumas, al cual puso al tanto de sus esfuerzos para acabar con los Wayne. Luego sabiendo que El Pingüino y su secuaz Butch Gilzean buscaban a la madre del primero (siendo una herramienta para obligar al Pingüino a ayudarle a ser alcalde) terminan asesinándola con el mismo cuchillo ante los ojos del Pingüino.
Posteriormente Galavan es elegido alcalde de Gotham, pero las investigaciones de Gordon y enterado de la muerte de la madre del Pingüino decide arrestarlo. Galavan lleva a cabo sus planes de asesinar a Bruce Wayne, no sin antes ofrecerle el nombre del asesino de sus padres a cambio del control total de Wayne Enterprises. En una gran ceremonia organizada por la Orden de San Dumas, Bruce casi es ejecutado de no ser por la intervención de la policía y de Silver quien enamorada realmente de Bruce decide ayudarlo. Bruce es rescatado pero Galavan trata de escapar tratando antes de matar a Silver por traicionarlo, pero Tabitha traiciona a su hermano y huye con Silver. Gordon trata de arrestar a Galavan pero tanto él como Galavan son secuestrados por El Pingüino quien lo golpea en venganza por asesinar a su madre y Gordon lo asesina de un disparo en la frente.
Inadvertidamente el cadáver de Galavan es llevado a las instalaciones secretas de Indian Hill, en los sótanos secretos del Manicomio Arkham, donde es resucitado por el profesor Hugo Strange siguiendo órdenes de crear fenómenos por parte de la Corte de los Búhos. Galavan parcialmente amnésico asume la identidad de Azrael (relacionado también con los Dumas) gracias a Strange convirtiéndose en un vigilante que tiene como misión matar a Gordon. Al ser experimento de Strange, Galavan como Azrael obtiene varias habilidades como combate con espadas y moverse bastante rápido y enfrenta a Gordon y al Capitán Barnes, quienes desconocen su identidad estando enmascarado y Barnes herido después en combate contra Azrael pero gracias a que cayó su máscara es reconocido por Gordon, la prensa, el Pingüino, Tabitha y Butch. Gracias a Tabitha, Gordon sabe que Azrael irá a la tumba familiar de los Dumas para buscar la espada característica del guerrero pero Azrael llega tomando la espada y Tabitha le hace recuperar la memoria, por lo que Galavan la hiere gravemente considerándola una traidora y recuerda asesinar a Bruce Wayne. Galavan secuestra a Bruce pero éste trata de huir con Alfred pero Gordon llega para capturar a Galavan. Finalmente Galavan es asesinado por Butch con una bazuca en venganza por herir a Tabitha.
- Datos: Q21496128